# 角龍科
角龍科（Ceratopsidae）屬於頭飾龍類，是一群多樣性的演化支，例如：三角龍、戟龍、牛角龙。所有已知物種都為四足草食性恐龍，都擁有喙狀嘴、頜部後方有多排切割用牙齒、以及延長的頭盾與頸盾緣骨突。大部分角龍科化石都發現於北美洲西部的上白堊紀地層，只有圖蘭角龍與中國角龍的化石發現於亞洲。
角龍科可分為兩亞科。角龍亞科，或稱開角龍亞科，共通特徵為長、三角形的頭盾，以及發展良好的两根眼窝部角狀物。尖角龍亞科有發展良好的鼻角或鼻部突起物，頭盾較短、較呈直角，以及頭飾後方的延長針狀物。角龍科的角狀物與頭盾顯示出值得注意的變化，而且是辨別不同物種的主要方式。它們的用途並不完全明確。其中一個用途是抵抗掠食者，但許多物種的頭飾是相對易碎的；但更有可能是作為第二性徵或物種內競爭用，如同現代的有蹄類。厚鼻龍與河神龍頭顱骨上的巨大突起物，類似現代麝牛的突起物，顯示牠們可能以頭互相碰撞。
尖角龍亞科經常與少數其他物種一起以大量化石方式發現，顯示這些動物可能是大量群居的動物。角龙科的恐龙由于头部巨大，因此导致体重非常的重，在同样的长度下，角龙科的恐龙体重远远超过蜥脚类、剑龙科、甲龙科和鸭嘴龙科。

## 分類學
- 角龙科 Ceratopsidae
  - 尖角龙亚科 Centrosaurinae -
    - 亚伯达角龙属 Albertaceratops - (加拿大亚伯达省)
    - 恶魔角龙属 Diabloceratops - (美国犹他州)
    - Lokiceratops
      - Lokiceratops rangiformis Loewen, Sertich, Sampson, O’Connor, Carpenter, Sisson, Øhlenschlæger, Farke, Makovicky, Longrich & Evans, 2024[2]

    - 弯剑角龙属 Machairoceratops - (美国犹他州)
    - 梅杜莎角龙属 Medusaceratops - (美国蒙大拿州)
    - 中国角龙属 Sinoceratops - (中国山东省)
    - 温氏角龙属 Wendiceratops - (加拿大亚伯达省)
    - 异角龙属 Xenoceratops - (加拿大亚伯达省)
    - 大鼻角龙族 Nasutoceratopsini
      - 爱氏角龙属 Avaceratops - (美国蒙大拿州)
      - 克里滕登角龙属 Crittendenceratops - (美国亚利桑那州)
      - 大鼻角龙属 Nasutoceratops - (美国犹他州)
      - 太古角龍屬 Yehuecauhceratops - (墨西哥科阿韦拉州)

    - Eucentrosaura
      - 厚鼻龙族 Pachyrhinosaurini
        - 野牛龙属 Einiosaurus - (美国蒙大拿州)
        - Pachyrostra
          - 河神龙属 Achelousaurus - (美国蒙大拿州)
          - 厚鼻龙属 Pachyrhinosaurus - (加拿大亚伯达省、美国阿拉斯加州)

      - 尖角龙族 Centrosaurini
        - 尖角龙属 Centrosaurus - (加拿大亚伯达省)
        - 冠饰角龙属 Coronosaurus - (加拿大亚伯达省)
        - 刺丛龙属 Rubeosaurus - (美国蒙大拿州)
        - 棘面龙属 Spinops - (加拿大亚伯达省)
        - 戟龙属 Styracosaurus - (加拿大亚伯达省)

  - 开角龙亚科 Chasmosaurinae -
    - 阿古哈角龙属 Agujaceratops - (美国德克萨斯州)
    - 准角龙属 Anchiceratops - (加拿大亚伯达省)
    - 无鼻角龙属 Arrhinoceratops - (加拿大亚伯达省)
    - 布拉沃角龙属 Bravoceratops - (美国德克萨斯州)
    - 开角龙属 Chasmosaurus - (加拿大亚伯达省)
    - 科阿韦拉角龙属 Coahuilaceratops - (墨西哥科阿韦拉州)
    - 朱迪角龙属 Judiceratops - (美国蒙大拿州)
    - 华丽角龙属 Kosmoceratops - (美国犹他州)
    - 墨丘利角龙属 Mercuriceratops - (美国蒙大拿州、加拿大亚伯达省)
    - 魅惑角龙属 Mojoceratops - (加拿大亚伯达省、萨克其万省)
    - 始角龙属 Eoceratops - (加拿大亚伯达省)
    - 五角龙属 Pentaceratops - (美国新墨西哥州)
    - 钉盾龙属 Spiclypeus - (美国蒙大拿州)
    - 犹他角龙属 Utahceratops - (美国犹他州)
    - 迷乱角龙属 Vagaceratops - (加拿大亚伯达省)
    - 三角龙族 Triceratopsini
      - 始三角龙属 Eotriceratops - (加拿大亚伯达省)
      - 双角龙属 Nedoceratops - (美国怀俄明州)
      - 白楊山角龙属 Ojoceratops - (美国新墨西哥州)
      - 皇家角龙属 Regaliceratops - (加拿大亚伯达省)
      - 野牛角龙属 Tatankaceratops - (美国南达科他州)
      - 泰坦角龙属 Titanoceratops - (美国新墨西哥州)
      - 牛角龙属 Torosaurus - (美国怀俄明州、蒙大拿州、南达科他州、北达科他州、 犹他州、加拿大萨克其万省)
      - 三角龙属 Triceratops - (美国蒙大拿州、怀俄明州、加拿大萨克其万省、亚伯达省)

  - 疑名
    - 奇迹龙属 Agathaumas - (美国怀俄明州)
    - 劣牙龙属 Dysganus - (美国蒙大拿州)
    - 独角龙属 Monoclonius - (美国蒙大拿州 & 加拿大亚伯达省)
    - 大师龙属 Polyonax - (美国科罗拉多州)
    - 角龙亚科 Ceratopsinae -
      - 角龙属 Ceratops - (美国蒙大拿州)

## 外部連結
- See entry on "Ceratopsidae" at DinoData（registration required, free） （页面存档备份，存于）。